# Goričak
Goričak – wieś w Słowenii, w gminie Zavrč. W 2018 roku liczyła 262 mieszkańców.